# Graciela Scheines
Graciela (Irma) Scheines (Bahía Blanca, 1940 – Buenos Aires, 2001) fue una filósofa, escritora e investigadora argentina, reconocida por su aporte pionero al estudio filosófico del juego. Doctora en Filosofía y Letras, se destacó como una de las principales referentes en el ámbito lúdico en Argentina, abordando el juego desde una perspectiva existencial y cultural. Sus obras, que incluyen ensayos y trabajos interdisciplinarios, ofrecen una visión crítica y profunda del fenómeno del juego, lo que la convirtió en una figura influyente en la filosofía argentina contemporánea.

## Biografía
Graciela Scheines nació en Bahía Blanca, Argentina, en 1940. Obtuvo la licenciatura en Letras en la Universidad Nacional del Sur y posteriormente se doctoró en Filosofía y Letras por la Universidad de Buenos Aires (UBA). Su tesis doctoral "El juego desde la perspectiva filosófica" versó sobre la fenomenología del juego, investigación que luego sería publicada en 1981 con el título Juguetes y jugadores. Durante su formación doctoral contó con la dirección del filósofo Víctor Massuh, quien prologó la publicación de su tesis y la incentivó en su desarrollo intelectual.
En la década de 1980, Scheines combinó la labor académica con la organización de eventos dedicados al estudio del juego. Fue profesora de teoría del juego en instituciones como la Universidad Libre de Venado Tuerto y tuvo un rol activo en la difusión de estudios lúdicos. Organizó los primeros encuentros interdisciplinarios sobre el juego (en 1985 y 1988) en el Centro Cultural General San Martín de Buenos Aires, reuniendo a especialistas de diversas áreas para discutir el fenómeno lúdico. También colaboró con la UBA en proyectos de investigación y docencia, consolidándose como referente obligada para quienes estudiaban el tema del juego en el país.
A finales de los años 90, tras años de investigación y publicación, Scheines presentó Juegos inocentes, juegos terribles (1998), obra que sintetizó sus reflexiones maduras sobre el juego y que había sido premiada con el Premio Ensayo 1997 del Fondo Nacional de las Artes. Esta publicación sería la última de su trayectoria, ya que Scheines falleció en Buenos Aires en 2001 luego de una enfermedad, dejando un legado teórico importante pero subestimado en vida. En vida había formado una familia con Felipe Arella y tuvo tres hijos: Celeste, Paula y Santiago. Mantuvo una relación de una década con el escritor Alberto Laiseca, quien la acompañó en sus últimos años.

## Pensamiento
El pensamiento filosófico de Graciela Scheines se centra en una interpretación crítica y original del juego. Desde una perspectiva humanista y existencial, concibió el juego no como mero entretenimiento, sino como una actividad con esencia ontológica y existencial que conecta al ser humano con las dimensiones fundamentales de la vida, En sus escritos sostiene que “jugando nos relacionamos con el ser, con la vida y la muerte, el más allá y el más acá, lo visible y lo invisible” atribuyéndole al juego un carácter casi ritual y mágico, capaz de revelar verdades profundas de la condición humana. Para Scheines, “jugar es abrir la puerta prohibida, pasar al otro lado del espejo”, un acto en el que las reglas ordinarias de la realidad se suspenden y la identidad se fragmenta, permitiendo explorar nuevas posibilidades de la subjetividad.
Scheines se nutrió de la tradición de grandes teóricos del juego y la cultura. En sus primeros trabajos analizó las ideas de Platón, Friedrich Schiller, Johan Huizinga, Roger Caillois, Eugen Fink y otros pensadores que habían reflexionado sobre el juego. Si bien reconocía sus aportes —como la noción de juego como impulso estético en Schiller o la tesis de Huizinga del homo ludens (el juego como fundamento de la cultura)—, Scheines desarrolló una postura propia. En sus obras incorporó constantes contraposiciones conceptuales (orden y caos, azar y reglas, belleza y terror, vida y muerte) para mostrar que el juego opera como un medio para enfrentar y dar sentido a los dilemas fundamentales de la existencia. Por ejemplo, argumentaba que jugamos para conjurar miedos primordiales —el vacío, el caos, la falta de rumbo— encontrando en la actividad lúdica un espacio de orden, rumbo y plenitud simbólica.
Una de las contribuciones más notables de Scheines fue su crítica a la instrumentalización del juego. Se opuso a las visiones que reducen el juego a una herramienta con fines productivos o pedagógicos estrictos. Señalaba que a finales del siglo XX el discurso social había distorsionado el sentido lúdico con consignas como “el que juega gana” —ya sea años de vida, dinero o beneficios—, asimilando el juego al sistema utilitario. Frente a ello, Scheines defendió la gratuidad y la libertad del juego, enfatizando su valor intrínseco y su potencia liberadora. También criticó los juguetes excesivamente estructurados o tecnológicos que limitan la imaginación, abogando por aquellos simples que fomentan la creatividad espontánea del niño (un palo, una piedra, agua, etc.). Su enfoque destacaba la importancia del espíritu lúdico (o actitud lúdica en términos Suitsianos) como bastión de libertad y creación en la experiencia humana, oponiéndose a cualquier forma de domesticación del juego que coarte su esencia.

## Obras publicadas
- Juguetes y jugadores (1981, Buenos Aires, Editorial de belgrano): Ensayo filosófico basado en su tesis doctoral sobre la fenomenología del juego.[2] Analiza las teorías clásicas del juego (Platón, Schiller, Huizinga, Caillois, Fink) y sienta las bases de su propia concepción lúdica. Un libro sobresaliente y una de sus más importantes obras.
- Los juegos en la vida cotidiana (1985, Buenos Aires: EUDEBA): Continuación de sus estudios sobre el fenómeno lúdico, explorando el rol del juego en las prácticas cotidianas de la sociedad. Constituye una reflexión interdisciplinaria sobre cómo las actividades lúdicas se integran en la vida diaria.
- El viaje y la otra realidad: Un ensayo y cinco cuentos (1988, Buenos Aires, Colección Faro): Obra en colaboración con Adolfo Bioy Casares. Combina un ensayo filosófico-literario de Scheines con cinco cuentos del reconocido escritor argentino. La obra explora la relación entre realidad y fantasía.
- Las metáforas del fracaso: Sudamérica, geografía del desencuentro? (1991, La Habana: Casa de las Américas): Ensayo donde Scheines examina el concepto de “fracaso” en la historia cultural de Sudamérica. Fue publicado en Cuba tras ser destacado en el concurso Casa de las Américas. En este trabajo inicial plantea las bases de un análisis crítico sobre los mitos y estereotipos nacionales.
- Las metáforas del fracaso: desencuentros y utopías en la cultura argentina (1993, Buenos Aires: Sudamericana): Versión ampliada y revisada de la obra anterior, enfocada específicamente en la cultura argentina. Scheines explora las nociones de desencuentro histórico y utopía nacional, ofreciendo una mirada reflexiva sobre las causas profundas de los fracasos colectivos en Argentina.
- Juegos inocentes, juegos terribles (1998, Buenos Aires: Eudeba): En este ensayo abarca una amplia variedad de temas lúdicos —desde el espacio y las reglas del juego hasta la violencia, el amor, la fiesta, los juguetes en el cine y la literatura— articulando todo bajo su perspectiva filosófica unificadora. Recibió el Premio Ensayo 1997 del Fondo Nacional de las Artes y se considera la cristalización de su pensamiento maduro sobre el juego.

## Legado
El legado de Graciela Scheines en el campo del estudio del juego es notable, aunque su reconocimiento se consolidó en gran medida de forma póstuma. Sus trabajos sentaron las bases para una filosofía del juego en Argentina, siendo referencia obligada para educadores, filósofos y teóricos de la recreación. A pesar de que durante su vida su obra no alcanzó al gran público y generó controversias en ciertos círculos académicos —debido a lo innovador y simbólico de sus planteos, que a veces chocaban con visiones convencionales—, con el tiempo ha sido revalorizada. La profundidad de Juegos inocentes, juegos terribles y sus demás ensayos ha influido en posteriores estudios sobre la ludicidad, inspirando a investigadores a ver el juego como una dimensión esencial de la cultura y la existencia humana.
Críticos contemporáneos destacaron la erudición y originalidad de Scheines. En una reseña de Juegos inocentes, juegos terribles, el diario La Nación subrayó la amplitud de referencias filosóficas, antropológicas y literarias que Scheines hilvana en un “vasto tejido intertextual”, así como la riqueza de ideas vertidas en su análisis. Asimismo, instituciones dedicadas a la pedagogía y la recreación han reconocido su aporte: por ejemplo, el Instituto de Pedagogía del Juego en Argentina ha reivindicado sus teorías, y se han publicado homenajes en su memoria destacando que “quien investiga en este campo no puede negar el importantísimo aporte teórico” de Scheines
En el plano institucional, además del premio nacional por su ensayo, Scheines fue considerada una pionera en el estudio del juego. Su nombre figura entre las intelectuales argentinas destacadas del siglo XX, y se le ha mencionado como una de “las hijas de Perictione” (en alusión a la tradición de mujeres filósofas) por su contribución singular al pensamiento argentino. Tras su fallecimiento en 2001, colegas y discípulos han mantenido vivo su legado a través de artículos, conferencias y proyectos que continúan explorando el juego como fenómeno filosófico. Si bien por un tiempo su obra cayó en relativo olvido, el valor de sus ideas permanece vigente en el análisis contemporáneo del juego y la cultura lúdica, confirmando a Graciela Scheines como una figura precursora cuyo trabajo sigue invitando a “abrir el juego” en nuevos campos del saber.